# Myrmelachista bambusarum
Myrmelachista bambusarum är en myrart som beskrevs av Auguste-Henri Forel 1903. Myrmelachista bambusarum ingår i släktet Myrmelachista och familjen myror. Inga underarter finns listade i Catalogue of Life.

## Bildgalleri

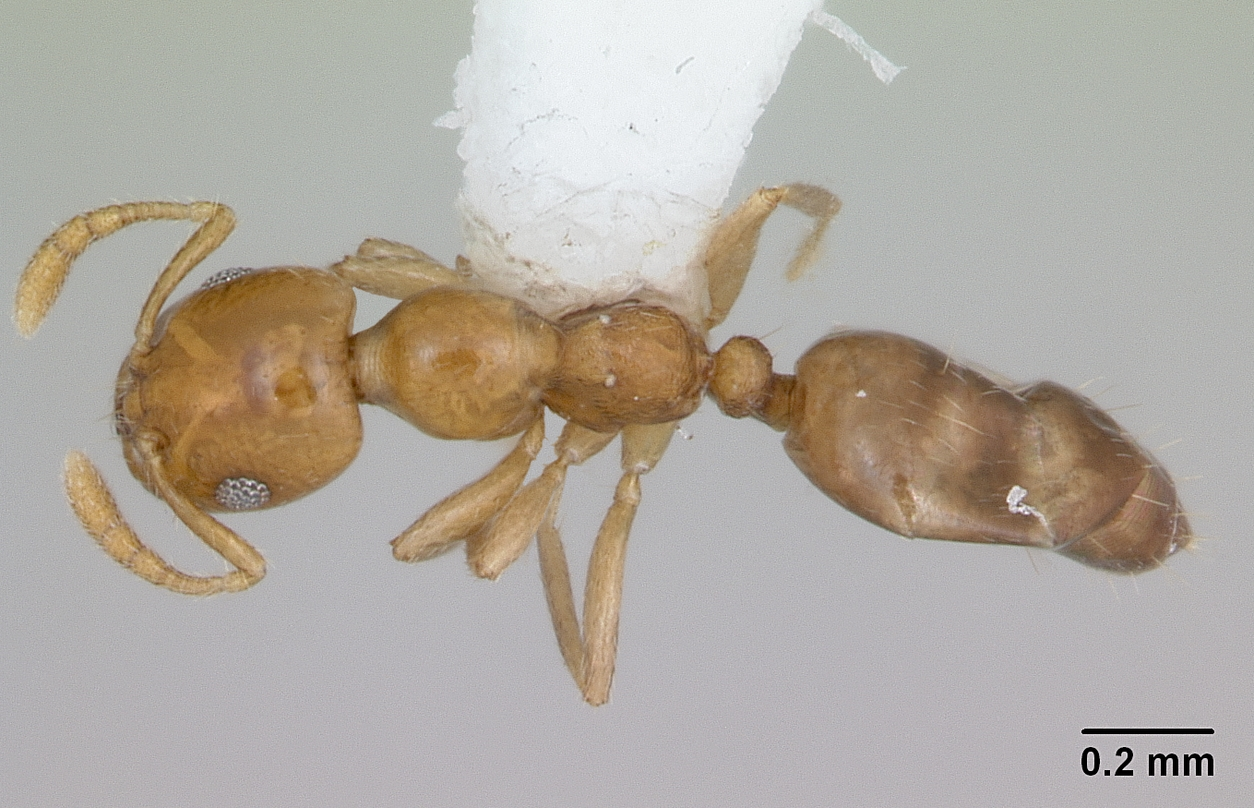
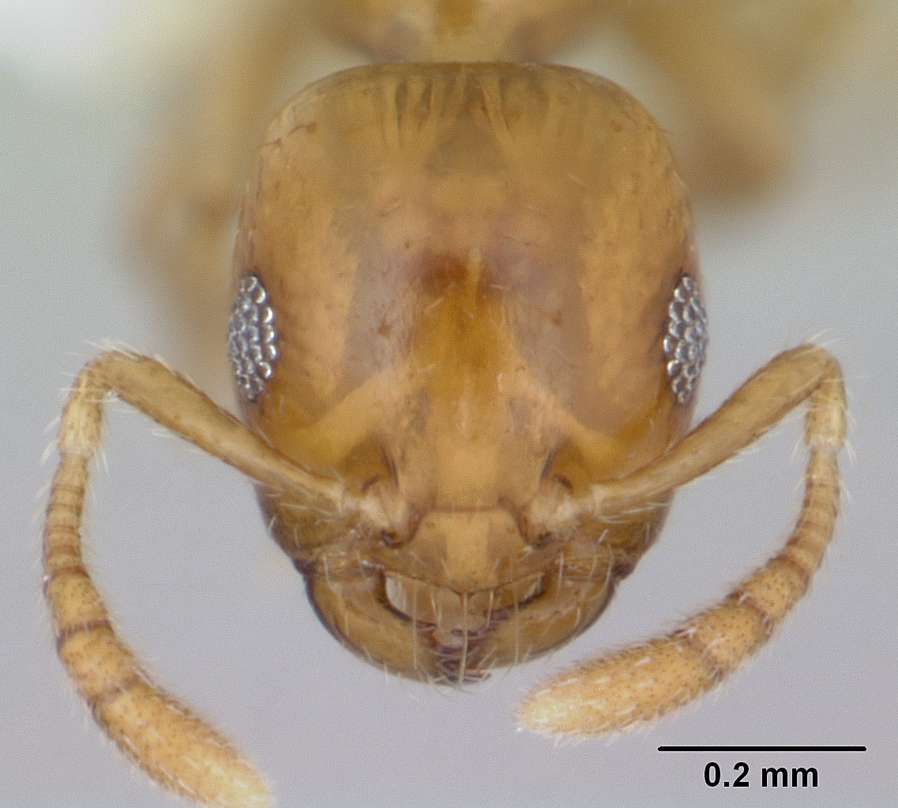
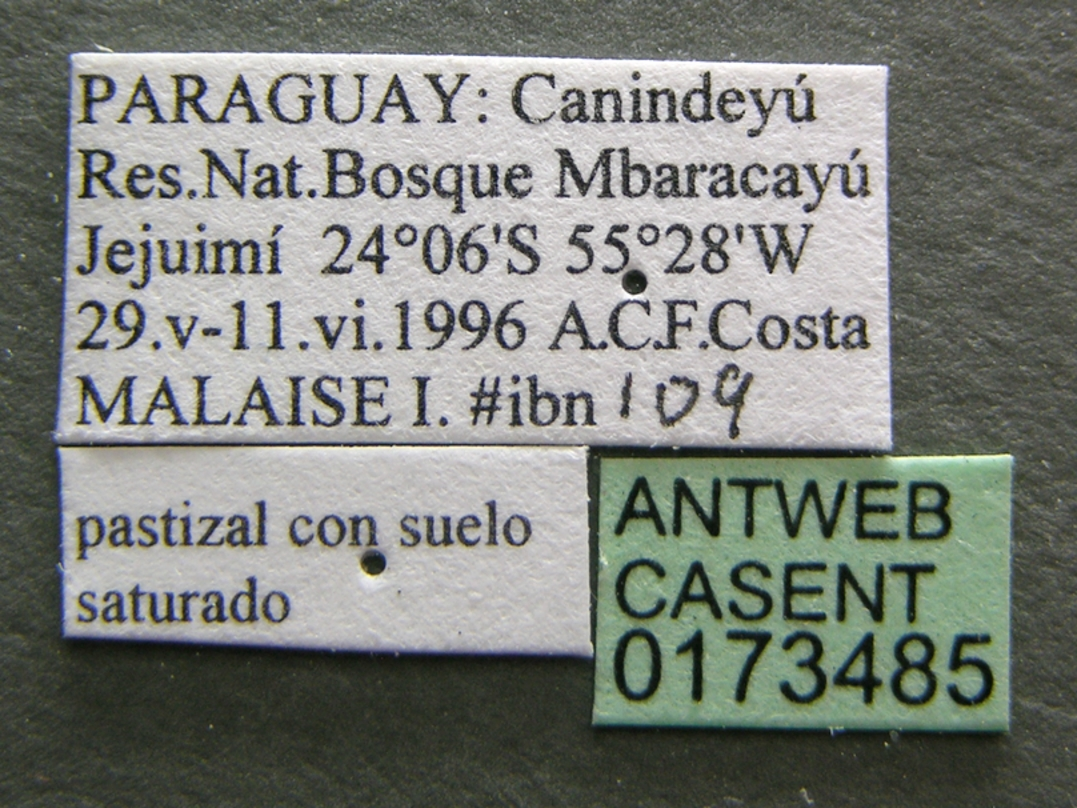
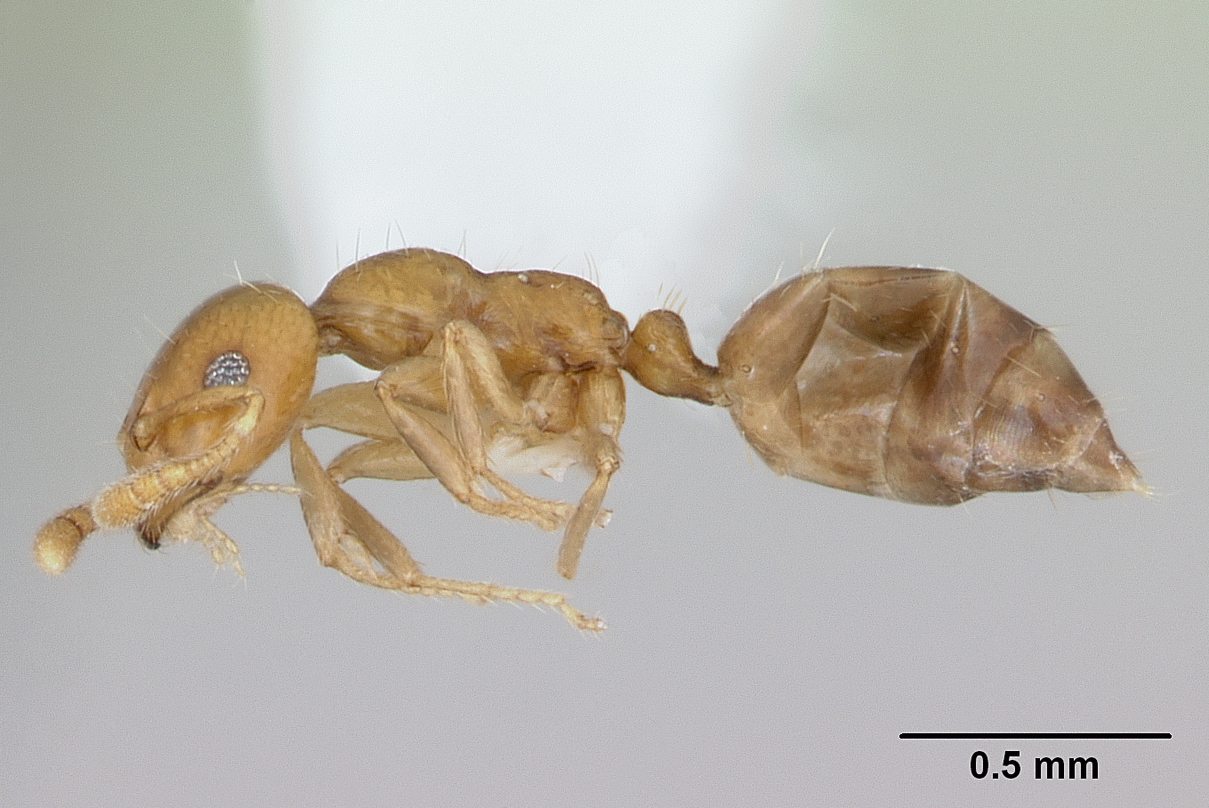